# Булункуль
Булунку́ль (тадж. Булункӯл; с 2021 года — Маздо) — озеро тектонического происхождения, расположенное в Мургабском районе Горно-Бадахшанской автономной области Таджикистана на высоте 3737,4 метра над уровнем моря. Основное питание обеспечивается за счёт реки Койтезак и в малой степени многочисленными родниками на берегах. В озеро впадает река Иссыкбулок (Гармчашма), образующая заболоченную дельту. На южном берегу находится родник Сардобчашма (Суок). Булункуль соединён протокой с соседним озером Яшилькуль (Джамшед).
Общая площадь акватории озера 3,4 км². Максимальная глубина 2 м. Прозрачность воды более 1 м. Длина — 1,5—2 км. Ширина — 200—500 м. В районе озера температура воздуха достигает 18—20 °C летом и −25—30 °C зимой. Начиная с середины осени озеро покрывается слоем льда толщиной до 120 см, который держится почти до конца мая.

## Альгофлора
Во время изучения альгофлоры озера (2014) на предмет видового состава было обнаружено 253 вида водных организмов, в том числе 302 разновидности и формы водорослей, 69 видов (76 разновидностей и форм) синезелёных Cyanophyta и 124 вида (162 разновидностей и форм) диатомовых Bacillariophyta, которые являются самыми многочисленными из всех обнаруженных таксонов и составляют 53,8 % от общего количества, 55 видов (59 разновидностей и форм) зелёных Chlorophyta и пять видов эвгленофитовых (Euglenophyta). Образцы фитопланктона для исследования были взяты непосредственно в толще воды озера Булункуль.

## Химический состав
Согласно классификации природных вод по выделению гидрохимических фаций Г. А. Максимовича, Булункуль входит в зону горных территорий гидрокарбонатной гидрохимической формации с преобладанием гидрокарбонатно-кальциевых вод. Таблица учёного выглядит следующим образом:
| Формация         | Фация                 | Минерализация, мг/л |
| ---------------- | --------------------- | ------------------- |
| Гидрокарбонатная | HCO3— —Na++ K+ —SO4²- | 150—200             |